# Fremont Bridge (Portland, Oregon)
Die Fremont Bridge ist eine Straßenbrücke über den Willamette River in Portland, Oregon, USA. Sie führt den Interstate 405 und den U.S. Highway 30 über den Fluss und verbindet das Stadtzentrum auf der westlichen mit dem Interstate 5 und den Stadtvierteln auf der östlichen Seite des Flusses.
Sie ist nach John C. Frémont (1813–1890) benannt, der durch die Erkundung und Vermessung des amerikanischen Westens bekannt wurde.

## Beschreibung
Die eigentliche Brücke ist 656 m (2125 ft) m lang und überquert den Fluss in einer lichten Hohe von 53,3 m (175 ft). Sie ist mit langen Rampenbrücken an die weiterführenden Stadtautobahnen angeschlossen. Das gesamte Brückenbauwerk hat eine Länge von 2229 m (7312 ft).
Der Verkehr läuft auf dem oberen Deck der Doppelstockbrücke in westlicher Richtung und auf der unteren Fahrbahnebene in östlicher Richtung. Beide Fahrbahnebenen sind 20,7 m (68 ft) breit und eingeteilt in 4 Fahrspuren à 3,66 m (12 ft)  und beidseitig einen 3 m (10 ft) breiten Pannenstreifen.
Die stählerne Bogenbrücke hat eine Stützweite von 382,5 m (1255 ft 4 in), die beiden seitlichen Öffnungen mit je einem halben Bogen sind 136,7 m (448 ft 4 in) weit. In konstruktiver Hinsicht ist es eine Stabbogenbrücke mit einem Durchlaufträger über alle drei Öffnungen, bei dem die beiden Träger an den Seiten der oberen Fahrbahn als Zugband wirken und die horizontalen Kräfte aus den Bögen neutralisieren. Im Ergebnis lastet die gesamte Brücke auf den Lagern an den beiden Ufern, die praktisch nur lotrechte Lasten aufnehmen müssen; Widerlager, die bei klassischen Bogenbrücken die Horizontalkräfte aufnehmen, sind nicht erforderlich.
Diese beiden Träger sind 5,5 m hohe und 1,2 m breite (18 ft × 4 ft) Vollwandträger. Die Bogenrippen haben einen quadratischen Hohlquerschnitt von ebenfalls 1,2 m (4 ft). Sie sind durch einen K-förmigen Windverband versteift. Die Hänger und Ständer für die Fahrbahnträger sind im Abstand von 13,4 m (44 ft 10 in) angeordnet.
Das obere Deck besteht aus einer orthotropen Platte, das untere Deck besteht aus einem Stahlrost mit einer Stahlbetonplatte.
Die Rampenbrücken bestehen in der Regel aus Stahlbeton-Pfeilern, stählernen Hohlkästen und Fahrbahnplatten aus Stahlbeton.

## Geschichte
Die öffentliche Meinung in Portland war unzufrieden mit dem Aussehen der 1968 eröffneten Marquam Bridge, einer konventionellen Fachwerkbrücke. Deshalb wurde die Portland Art Commission von Anfang an an der Planung der neuen Brücke beteiligt. Man entschied sich schließlich für eine Bogenbrücke nach Art der 1964 bei Vancouver eröffneten Port Mann Bridge.
Der Entwurf der neuen Brücke wurde von Parsons, Brinckerhoff, Quade and Douglas erstellt. Die Baumaßnahme wurde in acht Aufträgen vergeben und im März 1968 begann man mit den Bauarbeiten. Bei den Montagearbeiten entstand 1971 ein 1,8 m langer Riss in einem der Hauptträger. Die Ursachenforschung, Änderung der Baupläne und die Reparaturen kosteten 5,5 Mio. US$.
Der 274 m (900 ft) lange mittlere Bogen wurde rund 5 km flussabwärts auf einem Leichter vor Swan Island komplett montiert. Im März 1973 wurde er eingeschwommen und in einem 40 Stunden dauernden Vorgang eingehoben.
Am 11. November 1973 wurde die Brücke mit einem großen Fest eröffnet, an dem geschätzte 25.000 bis 30.000 Personen teilnahmen.
Die Brücke war damals die größte Stabbogenbrücke der Welt und hat nach wie vor die größte Stützweite aller Brücken in Oregon.